# Portovenere
Portovenere je obec v italském kraji Ligurii, v provincii La Spezia. Leží v severozápadní části země, v Janovském zálivu, místně v zálivu Golfo di La Spézia, na pobřeží Ligurského moře. Je vzdálené 10 km od města La Spezia. Součástí Portovenere jsou ještě dvě okolní obce Fezzano a Le Grazie a tři ostrovy Palmaria, Tino a Tinetto.
Pro své památky a okolní krajinu je vyhledávané turisty. V roce 1997 bylo Portovenere společně se známými "vesničkami" Cinque Terre zařazeno do seznamu světové dědictví UNESCO.
V roce 1991 se Portovenere vrátilo ke svému původnímu historickému názvu obce Porto Venere.

## Hlavní památky
- Kostel San Lorenzo, románská stavba z let 1098–1130
- San Pietro, gotický kostel z roku 1198
- Hrad Castello di Porto Venere, pevnost byla založena v druhé pol. 12. století, rozšířena v 16. století, vnější hradby jsou ze 17. století
- Středověká věž a městská brána při vstupu do starého města
- Poutní kostel Nostra Signora delle Grazie z konce 15. století s bývalým klášterem[4]

### Fotogalerie

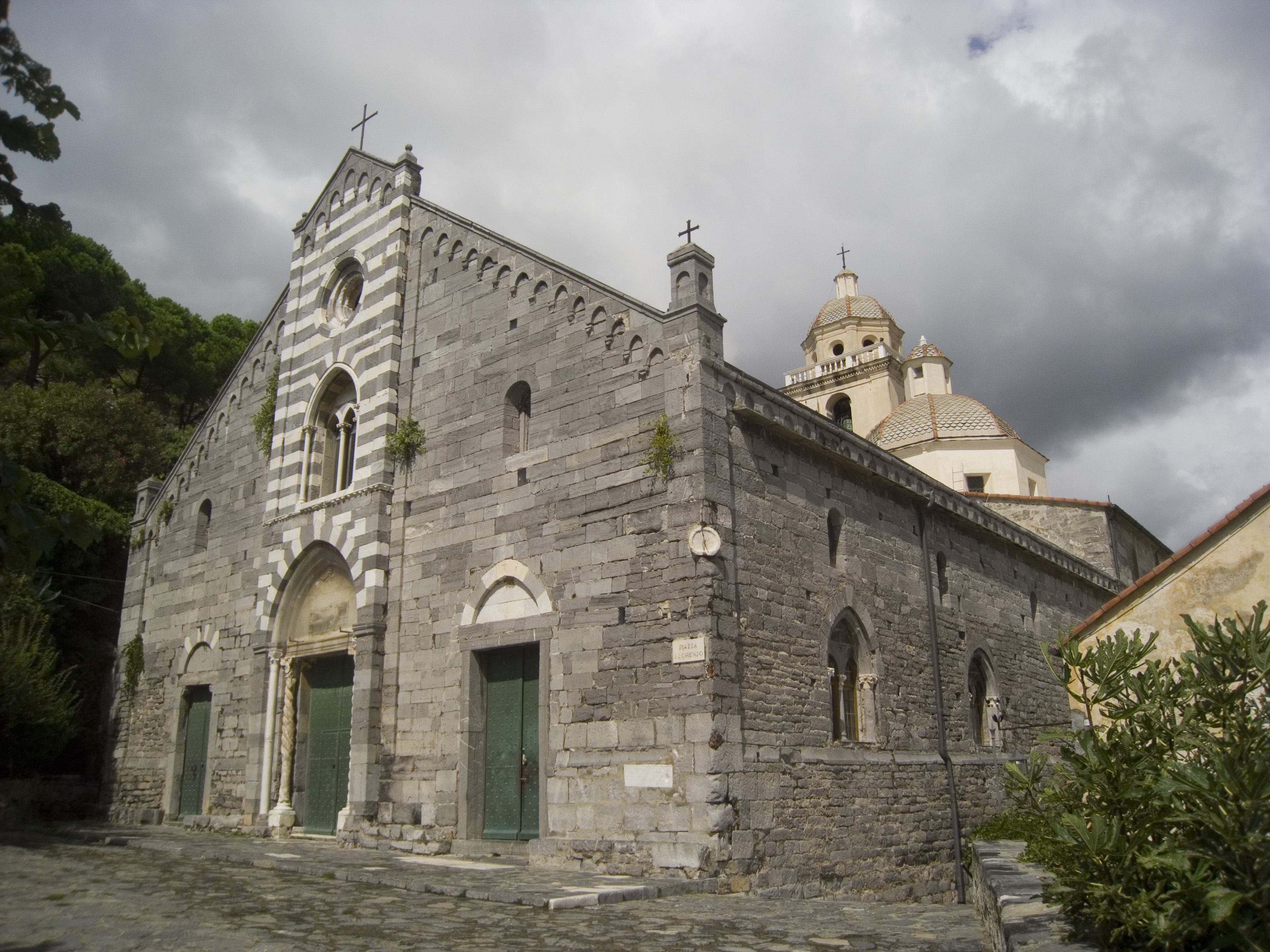
kostel San Lorenzo
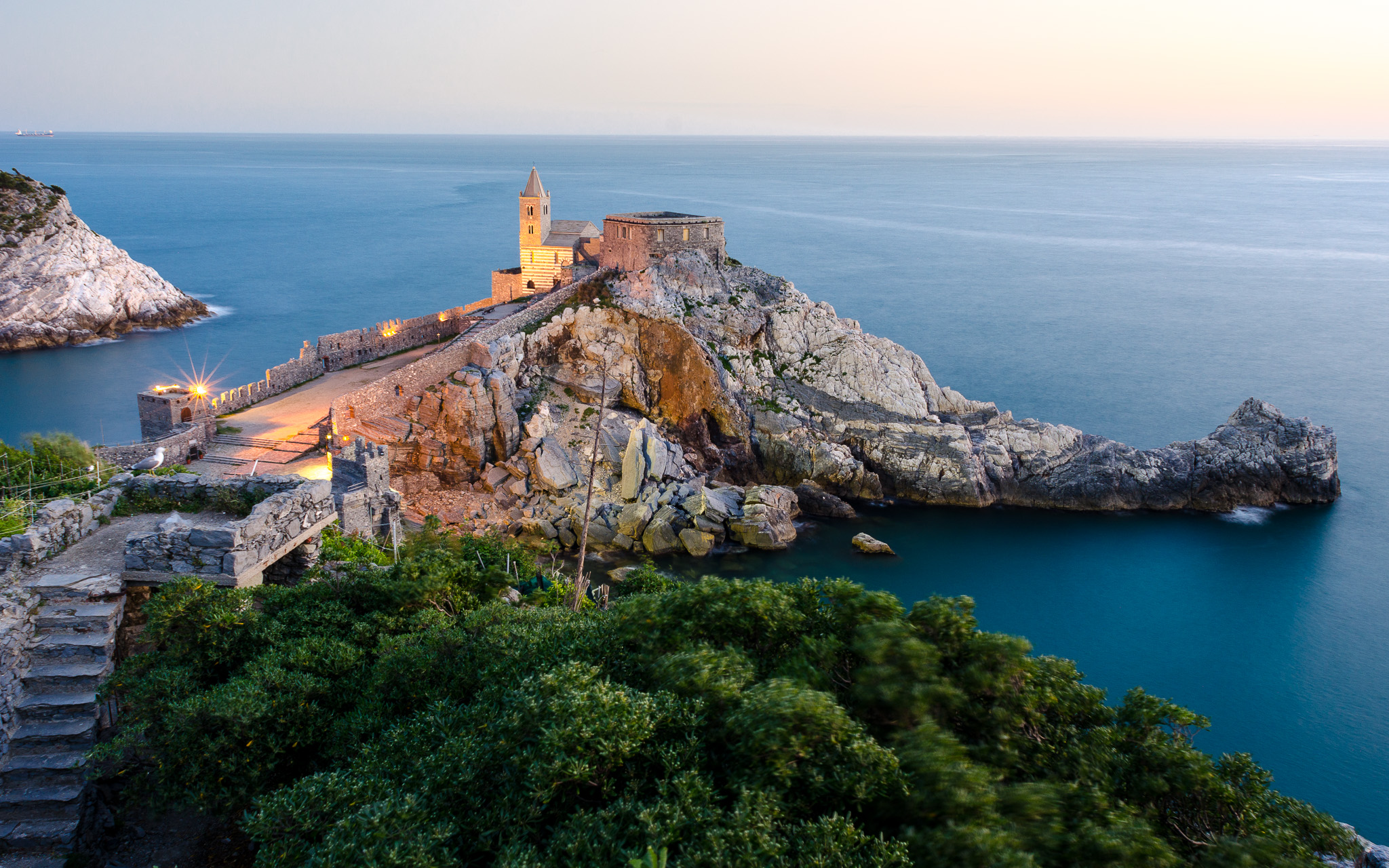
kostel San Pietro
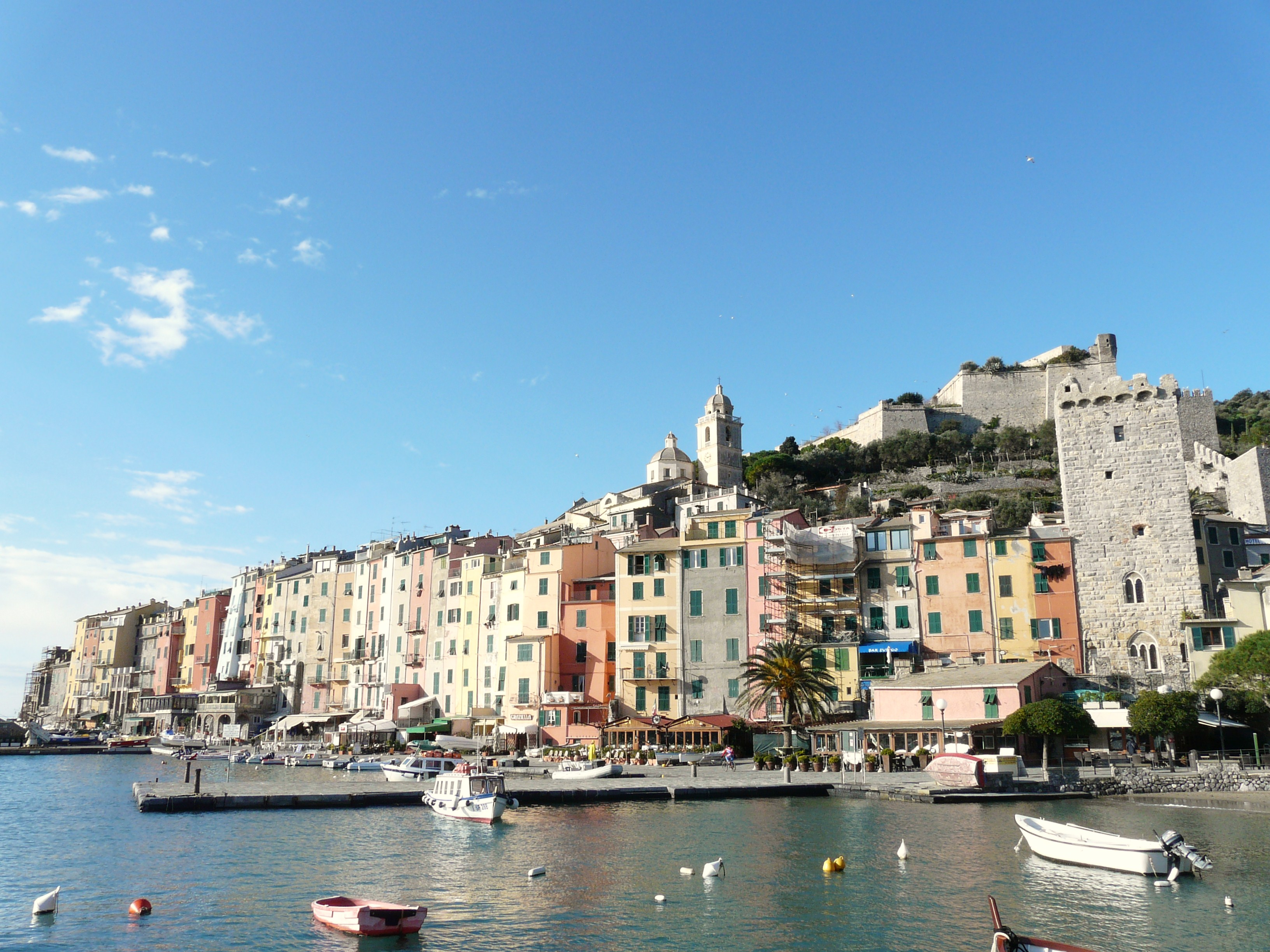
Portovenere, věž, nahoře hrad
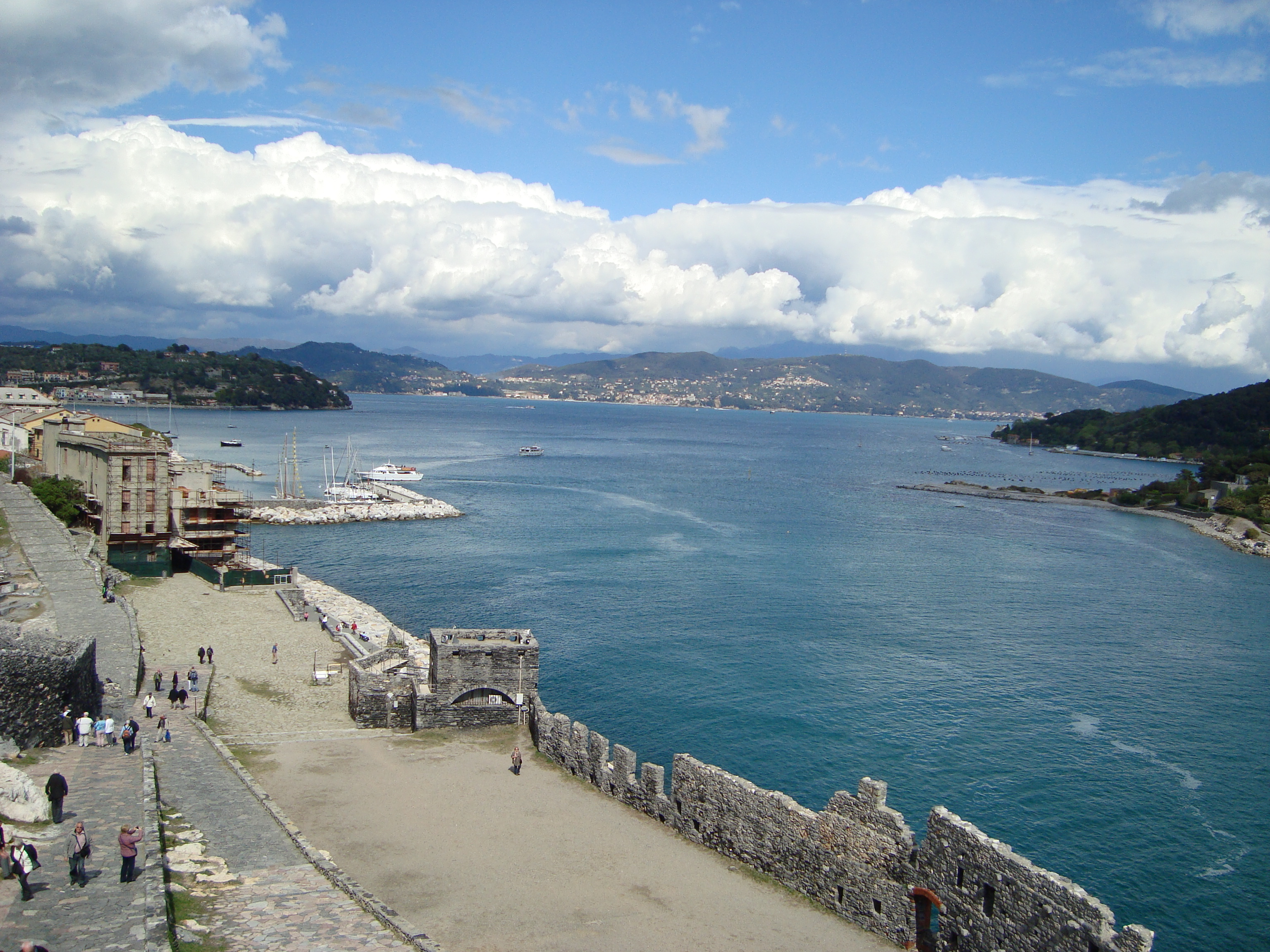
záliv Golfo di La Spézia